# Garganta Ancha
La garganta Ancha es un curso de agua del interior de la península ibérica, perteneciente a la cuenca hidrográfica del Tajo. Discurre por la provincia española de Cáceres.

## Curso
El arroyo, que discurre por la provincia de Cáceres, tiene su origen en la sierra de la Cabrera, de donde baja entre terreno montuoso para terminar pasando junto a la localidad de Casas del Monte. Según el Mapa Topográfico Nacional, tras juntar sus aguas con las de otra garganta a la altura de la carretera N-630, la corriente resultante desemboca en el arroyo de la Higuera, tributario a su vez del río Ambroz. La garganta Ancha aparece descrita en el octavo volumen del Diccionario geográfico-estadístico-histórico de España y sus posesiones de Ultramar de Pascual Madoz, obra en la que se hace a esta garganta afluente del río Ambroz, con las siguientes palabras:

GARGANTA ANCHA: ribera ó garganta en la prov. de Cáceres, part. jud. de Granadilla: se forma en las vertientes O. de la elevada sierra de la Cabrera, ó sea de la Trasierra, ramal izq. de las montañas que se dividen en el puerto de Baños; baja como un torrente entre malezas y escarpadas márgenes, bañando por su der. el térm. de Casas del Monte, hasta atravesar el camino de Estremadura á Castilla, uniéndose luego con el r. Ambróz, cerca de los confines de la Granja y Zarza de Granadilla: se le sacan varios cauces para regar muchos huertos que hay en sus orillas; da movimiento á un molino de aceite de viga y de tahona y á otro harinero de una piedra; tiene un puenle de madera con buenos estribos de piedra á 1,000 pasos de las Casas, y seria muy útil que tuviese otro en el camino referido, pues ocasiona su falta algunos perjuicios; en su último tercio inferior sirve para labadedero de ropas, y toda ella cria algunas truchas y anguilas.
(Madoz, 1847, p. 314)

Las aguas del río, perteneciente a la cuenca hidrográfica del Tajo, acaban vertidas en el océano Atlántico.